# معاهدة إسطنبول (1533)
معاهدة إسطنبول أو معاهدة القسطنطينية ((بالتركية: İstanbul antlaşması)‏) معادة وُقعت في 22 يوليو 1533 في القسطنطينية (إسطنبول) من قبل الإمبراطورية العثمانية وأرشدوقية النمسا.

## خلفية
خلال معركة موهاج عام 1526 تُوفي ملك المجر لويس الثاني دون وريث للعرش، إلا أن الدولة العثمانية لم تضم المجر بعد الحرب وتُرك العرش المجري شاغراً لعدة أشهر، فظهر مطالبان به: فرديناند الأول أرشيدوق النمسا حينئذ ويانوش زابوليا الحاكم العسكري لترانسيلفانيا ((بالتركية: Erdel)‏الغربية جزء من رومانيا حالياً). على الرغم من أن زابوليا كان مدعوماً من قبل أغلبية النخبة المجرية إلا أن فرديناند أعلن نفسه الملك الشرعي للمجر بدعم من شقيقه الأكبر شارل الخامس الإمبراطور الروماني المقدس. دعمت الدولة العثمانية زابوليا وشن السلطان العثماني سليمان الاول تهديداً ضد النمسا في اثنتين من الحملات العسكرية (عامي 1529 و1532) فرأى فرديناند استحالة إقامة حكمه في المجر.
وفي الوقت نفسه أصبح الشاه الصفوي طهماسب الأول نشطاً في الحدود الشرقية من الإمبراطورية العثمانية، فقرر سليمان أن يركز أنشطته في الشرق والتخلي عن سعيه للقتال في الغرب  والتوقيع على المعاهدة.

## بنود المعاهدة
أُقرت بنود المعاهدة على النحو التالي:-
- سحب فرديناند لمطالبه في المجر (الاحتفاظ بإقليم صغير في غرب المجر) [3]
- إقرار زابوليا ملكاً للمجر تحت السيادة العثمانية.
- موافقة النمسا على دفع 30000 جلدر كجزية سنوية.
- اعتبار فرديناند ملكاً لألمانيا شارل الخامس ملكاً لإسبانيا واعتبارهما مساويان للصدر الأعظم للدولة العثمانية. وعلاوة على ذلك كان محظوراً عليهما طلاق لقب 'الإمبراطور' على أي شخص سوى الإمبراطور العثماني.[4]

## فيما بعد
تم انتهاك هذا الصلح بمعركة قرجاني عام 1537 ومعركة بروزة عام 1538.
لم يكن لدى زابوليا أبناءاً ووفقا معاهدة أوراديا التي وُقعت في 1538 كان فرديناند الوريث للعرش. ولكن بعد المعاهدة أنجبت زوجة زابوليا ابنا. في عام 1540عندما توفي زابوليا بسلام أعاد فرديناند المطالبة بالعرش واشتعلت الحرب مرة أخرى. حينها قلب سليمان سياسته بالسماح المجر أن تستمر كمملكة تابعة وضم معظمها في حملتين عامي 1541 و1543. تم نقل ابن زابوليا الرضيعه إلى ترانسيلفانيا إمارة والده السابقة.